# Aiantide
Aiantide o Eantide (in greco antico: Αἰαντίς?, Aiantís) era la nona delle dieci tribù di Atene istituite dalla riforma di Clistene, avente come eroe eponimo il leggendario re di Salamina Aiace Telamonio.

## Demi
La tribù Aiantide comprendeva, come le altre, una trittia della Mesogea, una della Paralia e una dell'asty, alle quali inizialmente appartenevano 1, 4 e 1 demi, aventi rispettivamente 16, 25 e 9 buleuti, per un totale di 6 demi e 50 buleuti.
I demi calarono a 5 nel 224 a.C., a 4 nel 201 a.C. e a 3 nel 126. Questo è l'elenco:

### Trittia della Mesogea
- Afidna (dal 224 a.C. Tolemaide, dal 126 Adrianide)

### Trittia della Paralia
- Maratona
- Enoe (dal 201 a.C. Attalide, dal 126 Adrianide)
- Ramnunte
- Tricorinto (dal 126 Adrianide)

### Trittia dell'asty
- Falero